# 田丸麻紀
田丸 麻紀（たまる まき、1978年9月4日 - ）は、日本の女優・タレント。大阪府和泉市出身。帝京短期大学卒業。オスカープロモーション所属。女優・ファッションモデル。

## 経歴
15歳の時に雑誌『mc Sister』の専属モデルとしてデビュー。雑誌編集者に憧れて自分でモデルに応募し、4000人の中から4人に選ばれたが、一度は両親に断られたと言う。2003年10月放送NHK総合テレビ連続ドラマ『帰ってきたロッカーのハナコさん』で新人OL・長野かける役で女優デビューした。
その後はドラマだけでなく、バラエティーへの出演も増えた。『笑いの金メダル』の司会をはじめ、その他のバラエティ番組にもゲストとして出演している。2005年1月の『笑いの金メダルSP』ではカンニングの竹山隆範と即席漫才コンビを結成した。お笑いファン（好きな芸人は猫ひろし）であることでも知られる。
植芝理一の漫画『ディスコミュニケーション』に田丸真樹という少女が出てくる。これは植芝理一が『mc Sister』で見かけて名前の響きが気に入った上に偶然誕生日が同じであったため、キャラの元ネタとして使われた（ディスコミュニケーション13巻作者コメントより）。
お酒が好きで同じ事務所の石川亜沙美、吉川ひなの、矢沢心などが飲み仲間で全員強い。アンジャッシュ児嶋一哉、小島よしお、フットボールアワー後藤輝基などとも交友がある。
自身の愛車に『ダウンタウンのごっつええ感じ』のコントの登場人物であるカレーライス師匠という名を付けている。
2011年にはNHKの連続テレビ小説に『カーネーション』で初出演。このドラマは田丸の出身地・和泉市に隣接する岸和田市が主な舞台で、田丸は両市に共通する方言・泉州弁で演技した。
マレーシア観光親善大使(2007年 - 2009年)。
ニューカレドニア観光親善大使（2016年）。
2012年9月4日に武部勤元農水相の次男である一般男性と結婚。2014年8月13日に第1子男児を出産。2018年7月30日に第2子男児を出産。

## 出演

### テレビドラマ
- 大河ドラマ「新選組!」（NHK） - 土方歳三のいいなずけ・お琴役
- ラストクリスマス（フジテレビ）- 須藤恭子役
- H2〜君といた日々（TBS） - 小宮慶子役
- 女系家族（TBS） - 木村かおり役
- 松本清張 けものみち（テレビ朝日） - 木崎光恵役
- トップキャスター（フジテレビ）- 蟹原珠子 役
- 壁ぎわ税務官4（フジテレビ）- 畑野明子役
- 徳川風雲録 八代将軍吉宗（テレビ東京） - 宮地役
- 扉は閉ざされたまま（WOWOW）- 大倉礼子 役
- 金曜プレステージ「浅見光彦シリーズ 箱庭」（フジテレビ）- 岡村里香役
- 松本清張生誕100年スペシャル 夜光の階段（テレビ朝日） - 桑山亜希役
- 特上カバチ!!（TBS） - 柿崎晴子役
- セカンドバージン（NHK） - 山田梨恵役
- 刑事定年（BS朝日） - 猪瀬真紀役
- NHKスペシャル 未解決事件 file.01「グリコ・森永事件」（NHK） - 小田葉子役
- 連続テレビ小説「カーネーション」（NHK） - 安岡八重子役
- 土曜ドラマスペシャル「負けて、勝つ 〜戦後を創った男・吉田茂〜」（NHK） - 鳥尾鶴代役
- 月曜ゴールデン「駅弁刑事・神保徳之助7」（TBS） - 河原千鶴役
- 緊急取調室（テレビ朝日） - 三木本唯役
- プレミアムよるドラマ「今夜は心だけ抱いて」(NHK BSプレミアム） - 堀田ミチル役
- 増山超能力師事務所（読売テレビ） - 川西今日子役
- PRINCE OF LEGEND（日本テレビ） - 京極あかり役

### バラエティ
- 笑いの金メダル（ABC） - 2006年3月24日までフロアアシスタント
- 恋愛部活（日本テレビ） - 準MC
- BS熱中夜話（NHK-BS2） - MC
- バラエティー生活笑百科（NHK総合）
- 探偵!ナイトスクープ（ABC） - 顧問として不定期に出演

### 情報番組
- スタ☆メン（フジテレビ・関西テレビ） - 準レギュラーコメンテーター
- うふふのぷ（関西テレビ） - レギュラーコメンテーター
- 賢者の選択（BS朝日） - MC
- ゆうどきネットワーク 関西発→ゆうどき関西発（NHK大阪、2013年4月5日～2015年3月6日） - キャスター
- ヨーロッパ水風景 ドイツ ミュンヘン〜ニュルンベルクの旅（2013年、テレビ東京・BSジャパン） - ナビゲーター
- 田丸麻紀のコーヒー、淹れたよ。（2017年10月1日 - 2018年3月4日、ファミリー劇場） - MC

### ラジオ
- ラジオドラマ ｢WELCOME!ANOTHER WORLD｣（ジャパンエフエムネットワーク） - ヒロイン・春藤芽衣子役
- 関西発ラジオ深夜便　人ありて、街は生き 「好きな仕事は力をくれる」（NHKラジオ第1、2012年4月14日午前1時台）[8]
- 関西発・いのちのラジオ ～あなたの情報がみんなを守る～（NHKラジオ第1、2012年9月1日）[9]
- サポートウェルス！～NIPPONを裕福に～ (TBSラジオ、2016年10月～)
- FMシアター「家族を因数分解」（NHK-FM、2023年9月16日） - 多香子 役[10]

### CM
- ジョンソン・エンド・ジョンソン「アキュビュー オアシス」
- 長府製作所
- ハウス食品「黒豆麦茶」
- アサヒビール「アサヒ本生」
- イトキン
- 「オークローンマーケティング」制作テレビショッピング
  - レッグマジック（「ショップジャパン」ブランドで販売、2008年）
  - レッグマジックX（「エクサボディ」ブランドで販売、2009年 - ）
  - レッグマジックサークル（「エクサボディ」ブランドで販売、2011年 - ）

### 映画
- ラフ ROUGH（2006年）- 咲山信子 役[11]
- 富嶽百景（2006年）
- アコークロー（2007年）
- 日本の青空（2007年） - 中山沙也可 役
- 伊藤の話（2008年） - 寺嶋美耶子 役
- 特命女子アナ 並野容子 LOVE　IS　OVER（2010年） - 並野容子 役
- セカンドバージン（2011年）
- Sin Clock（2023年2月10日） - サチコ 役[12]

### Vシネマ
- ジャングルクロウ!（2010年） - ジャーナリスト 真鳥静

### Web
- 田丸麻紀インタビュー モッテコ書店（2007年1月25日）